# کاهش ارزش (اقتصاد)
کاهش ارزش در علم اقتصاد به عمل پایین آوردن ارزش پول یا سایر ابزارهای تبادلات مالی گفته می‌شود. در اصل ریشه این عمل به کاهش ارزش ذاتی مسکوکات مخصوصاً پول کالایی که در قالب طلا و نقره به کار برده می‌شود، بازمی‌گردد. ارزش یک سکه زمانی کاهش می‌یابد که کیفیت یا مقدار طلا، نقره، مس، نیکل یا سایر فلزات گران بهای به کار برده شده در آن کاهش یابد.

## نمونه‌های تاریخی
در نظام پولی امپراتوری روم، ارزش دناریوس به مرور زمان و با کوچک‌تر شدن سکه‌ها و بکارگیری مقادیر کمتری نقره در آن توسط حاکمیت، کاهش یافت. این سکه‌ها در ابتدا با نقره نسبتاً خالص به وزن ۴٫۵ گرم ضرب می‌شدند. رفته رفته از مقدار نقره آن کاسته شد. هنگام فرمانروایی دودمان ژولیو کلودین بر این امپراتوری این میزان تقریباً به ۴ گرم و در دوره حاکمیت نرون به ۳٫۸ گرم رسید. این عمل به اندازه ای ادامه پیدا کرد که نهایتاً در نیمه دوم قرن سوم میلادی تنها ۲ درصد از سکه‌های ضرب شده را نقره تشکیل می‌داد. این گونه کاهش دادن ارزش سکه معمولاً برای تأمین مخارج جنگ از جمله حقوق سپاهیان یا تهیه ادوات لازم، ترمیم خرابی‌های حاصل از جنگ (از جمله جنگ‌های داخلی)، جبران خسارات بلایای طبیعی مانند زلزله و فوران آتشفشان یا حوادث غیرطبیعی مانند آتش‌سوزی به کار برده می‌شد.
پادشاهان دودمان تودور در انگلستان قرن شانزدهم نیز جهت به دست آوردن منابع مالی برای ادامه درگیری‌های نظامی پایان ناپذیر داخلی و خارجی مرسوم در اروپا (مشخصا جنگ با اسکاتلند و فرانسه) به اقدامات مشابهی دست زدند به گونه ای هنری هشتم نقره استرلینگ موجود در سکه‌های ضرب شده را از ۹۲٫۵ درصد به تنها ۲۵ درصد کاهش داد به شکلی که لایه نقره‌ای سطح سکه به اندازه ای نازک شد که به مرور از میان می‌رفت و باعث پدیداری بخش مسی زیر آن به خصوص در بخش تصویر پادشاه می‌شد به وجهی که موجب اطلاق لقب «پیر دماغ نقره‌ای» به هنری هشتم گشت. در نتیجه این اقدام، بین سال‌های ۱۵۲۶ میلادی تا ۱۵۵۱ میلادی یعنی تنها ۲۵ سال ارزش سکه‌های ضرب شده به یک چهارم تا یک ششم ارزش پیشین خود رسید.
پس از شکست آلمان در جنگ جهانی اول و تحمیل غرامت سنگین بر دوش این کشور بر اساس پیمان ورسای، دولت برای تأمین منابع مالی بدین منظور، شروع به خلق نقدینگی در ابعاد بسیار گسترده به جهت خرید ارزهای خارجی یا پرداخت دستمزد کارکنان و کارگران خود برای تولید غرامات غیر نقدی از جمله زغال‌سنگ، کرد.

## سبب
یکی از دلایل کاهش ارزش سکه تحقق منافع مالی برای حاکمیت است که معمولاً به قیمت زیان عامه مردم تمام می‌شود. با کاهش میزان طلا یا نقره به کار برده شده در سکه‌ها، دولت قادر خواهد بود با مقدار ثابتی از این فلزات گران بها تعداد بیشتری سکه ضرب کرده در نتیجه بتواند مخارج و قرض‌های خود را تسویه نموده و سایر تعهدات مخصوصاً در زمینه مالی را به انجام برساند.
نکته قابل تأمل این است که دولتی که به منابع مالی بیشتری نیاز دارد و چنین عملی را غالباً مخفیانه صورت می‌دهد، مشخصا قصد ندارد از طرق دیگر امکان‌پذیر برای خود از جمله افزایش مالیات‌ها، مصادره اموال یا ثروت اشخاص یا غارت سرزمین‌های همجوار به خواسته خود جامه عمل بپوشاند چرا که در این حالت نارضایتی مدنی (از جمله شورش‌های مسلحانه) افزایش یافته و رشد و نوآوری اقتصادی کند یا متوقف می‌شود یا اصلاً با توجه به نبود ظرفیت‌های قابل بهره‌برداری به کمک چنین روش‌هایی، اساساً میسر نیست. به هر حال آلن گرینسپن، رئیس سابق فدرال رزرو ایالات متحده در سال ۱۹۶۷ با نوشتن مقاله ای تحت عنوان «طلا و آزادی اقتصادی» عنوان کرد کاستن ارزش توسط دولت و ایجاد تورم (در عصر حاضر از طریق خلق نقدینگی) خود به نوعی مصادره اندوخته هاست که شهروندان هیچ ابزار دفاعی در مقابل آن ندارند.
علت دیگر دست زدن به چنین کاری توسط دولت‌ها حل کردن مشکل تورم منفی است.
در حالتی که ارزش فلز به کار برده شده در سکه ضرب شده با افزایش قیمت آن در بازار از ارزش ظاهری سکه پیشی بگیرد و در نتیجه استفاده از آن به صورت شمس یا فلز آب شده صرفه بیشتری نسبت به استفاده به عنوان ابزار پولی با ارزش ظاهری آن بیابد، دولت برای جلوگیری از اقدامات غیرقانونی از جمله ذوب یا تکه‌تکه کردن سکه‌ها که به کاهش کمیت و کیفیت آن می‌انجامد و حتی موجب خروج آن از کشور می‌شود، دست به کاهش ارزش آن می‌زند یا ارزش ظاهری آن را افزایش می‌دهد. در این شرایط حالتی خلق می‌شود که کاهش ارزش سکه علاوه بر مشروعیت، حمایت عمومی نیز به جهت پایدار نگاه داشتن نظام پولی به همراه می‌آورد.

## عواقب
شهروندان و مبادله گران پس از گذشت مدتی با آگاهی از کاهش ارزش سکه یا پول، در مقابل فروش کالاها یا ارائه خدمات خود خواستار پرداخت مبالغ بالاتری می‌شوند که منجر به ایجاد تورم در نظام مالی و متعاقبا کاهش قدرت خرید شهروندان می‌گردد. در صورتی که کاهش ارزش از راه خلق نقدینگی سبب شده باشد، پیشی گرفتن تقاضا بر عرضه در بازار موجب کمبود کالا در آن و در نتیجه گرانی یا به عبارتی تورم می‌گردد.
زیاده روی در کاهش ارزش حتی می‌تواند به ابرتورم منجر شود به گونه ای که در مورد امپراتوری روم باعث پدیداری تورم سالانه هزار درصدی گشت و در جمهوری وایمار (جانشین امپراتوری آلمان) برابری را از یک دلار در مقابل ۷ مارک به یک دلار در مقابل ۴٫۲ تریلیون مارک رساند.

## روش‌ها
از متداول‌ترین روش‌های کاهش ارزش سکه در قرون گشته به موارد زیر می‌توان اشاره کرد:
- جایگزینی کامل یا بخشی از فلز ارزشمند مانند طلا با فلز کم ارزش تر مانند مس
- جدا کردن براده از سکه به کمک ساییدن سکه‌ها به یکدیگر یا طرق دیگر و ذوب این براده‌ها جهت ساخت شمش یا سکه‌های دیگر؛ با توجه به حفظ شکل و اندازه تقریبی سکه امکان شناسایی این روش سخت‌تر از سایر روش‌ها می‌باشد.
- بریدن لایه نازکی از دور سکه و ذوب آن جهت ساخت شمش یا سکه‌های دیگر؛ ایجاد دندانه به دور سکه یا حک کردن نوشته یا شکل روی آن به جهت مقابله با بریدگی‌های غیرقانونی
- ایجاد حفره در داخل سکه یا دو نیم کردن آن و جدا کردن بخشی از داخل آن و سپس جوش کردن دو قطعه به یکدیگر

انجام اقدامات مشابه توسط افراد دیگری به جز کارگزاران دولتی، نوعی تخلف به حساب آمده و تحت عناوینی چون ایجاد سکه‌های تقلبی قابل مجازات (گاهی مرگ) بوده و هست.

### عصر حاضر
در نظام‌های اقتصادی نوین که دولت‌ها دیگر همانند گذشته اقدام به ضرب سکه نمی‌کنند یا به ندرت به چنین عملی دست می‌زنند و در این صورت نیز از فلزات گران‌بها بدین منظور استفاده نمی‌کنند، کاهش ارزش و مزایای آن برای دولت از طریق خلق نقدینگی (سینیورژ) به کمک چاپ اسکناس یا به صورت دیجیتال (بعضا بی‌پشتوانه) حاصل می‌گردد که عموماً کم و بیش همان معایب و آسیب‌های را برای قاطبه شهروندان پدیدمی‌آورد.
در عصر حاضر برخی از نظریات پراهمیت اقتصادی بر این باور هستند که دولت‌ها می‌بایست برای جلوگیری از انباشت نقدینگی توسط افراد که باعث رکود در چرخه‌های مالی می‌شود و ایجاد رشد اقتصادی سیاست‌های فعالانه تری در نظام پولی پیش بگیرند و حد مشخص و لازمی از تورم را از طریق خلق نقدینگی بیشتر در دستور کار داشته باشند. از همین رو جورج کوپر، اقتصاددان انگلیسی معتقد است ارز انعطاف‌پذیری که قابلیت کاسته شدن از ارزش آن توسط دولت وجود دارد، در زمان‌های بحرانی از جمله جنگ یا سقوط بورس دارای برخی مزایا می‌باشد چرا که دولت در این مواقع می‌تواند با خلق پول از عدم از آن به عنوان ضربه گیر استفاده کند. البته با وجود این که چنین نظریاتی به کاستن ارزش پول توسط دولت مشروعیت علمی می‌بخشد، منتقدان آن بر این باورند که این عمل دست دولت را در رفتارهای توسعه طلبانه و نامناسب کاملاً بازمی‌گذارد که به ضرر شهروندان پس‌اندازگر تمام می‌شود.
گفته می‌شود دولت‌هایی که بدون نیاز به افزایش مالیات‌ها، با خلق نقدینگی به دنبال کسب منفعت هستند و باعث کاهش ارزش پول می‌شوند، بیشتر به آغاز جنگ‌های غیر ضروری و پرخرج، مخارج نالازم داخلی یا ایجاد رونق اقتصادی پیش از انتخابات ترغیب می‌شوند که در نتیجه باعث فراهم آمدن شرایطی وخیم اقتصادی در آینده و پدیداری چرخه تورم‌زای خلق پول می‌گردند.
با توجه به به‌کاربست فلزات کم ارزش در سکه‌های نوین همچون فولاد، بریدن دور سکه یا ایجاد براده از آن دیگر تقریباً صرفه و منفعت اقتصادی نداشته و استفاده از لبه‌های دندانه دار یا اشکال بر روی این سکه‌ها صرفاً به جهت مقاصد تزیینی یا کمک به افراد نابینا به منظور شناسایی سکه‌های مختلف است.